# Paddy Chew
Paddy Chew   (Katong, 29 de març de 1960 - Singapur, 21 d'agost de 1999), auxiliar de vol i actor, va ser la primera persona de Singapur amb VIH/SIDA en sortir de l'armari.
El 12 de desembre de 1998, durant la Primera Conferència Nacional sobre la Sida a Singapur, Chew es va convertir en el primer malalt de sida singapurès a declarar públicament la seva malaltia, però no va ser el primer malalt de sida a Singapur. El primer va ser el seu col·lega, un auxiliar de vol de filiació mixta.
Es va convertir en una figura pública de la nit al dia, concedint moltes entrevistes i cridant l'atenció allà on anava. La seva imatge i les seves paraules sobre la sida a Singapur van aparèixer en publicacions locals i estrangeres. La seva posició pública va suscitar polèmica. Un columnista del diari en llengua xinesa Lianhe Zaobao el va criticar per ser un bisexual promiscu, mentre que uns altres ho van considerar un cercador de publicitat.
En 1998, va començar a treballar en una obra autobiogràfica unipersonal titulada Completely With/Out Character. La versió final va ser produïda per The Necessary Stage, escrita per Haresh Sharma, dirigida per Alvin Tan i representada en el Centre Dramàtic del 10 al 17 de maig de 1999. Al final de cada representació, Chew es despullava i aixecava els braços perquè el públic pogués contemplar el seu demacrat cos. A continuació, es realitzava una sessió de preguntes i respostes franques. Tota la recaptació de l'obra es va donar a l'organització benèfica de la qual era un voluntari declarat, Action for AIDS (AfA). El poeta i dramaturg Alfian bin Sa'at va qualificar l'obra en The Straits Times com «la forma més extrema de docu-teatre», i va escriure que «el públic va tenir el privilegi de presenciar una obra que, igual que el seu protagonista, era massa conscient de la seva efímera existència».